# Mustapha Pacha
Ne doit pas être confondu avec le pacha d'Alger Moustapha Pacha (1596-1599) ou le Grand vizir de l'Empire ottoman Mustapha Naili Pacha (1857).
Mustapha Pacha ou Mustapha VI ben Brahim Pacha (arabe : مصطفى بن ابراهيم باشا) ou Mustafa Pacha est dey d'Alger entre mai 1798 et le 31 août 1805, date de son assassinat par un janissaire.

## Biographie
Il succède à Baba Hassan Pacha dont il est khaznadji (chef du gouvernement et des finances) et le neveu, ainsi que le petit fils du grand pacha et dey d'Alger Mohamed Ben Othmane et précède Ahmed II. En 1798, Napoléon lance la campagne d'Égypte. La régence d'Alger déclare la guerre à la France en soutien à La Sublime Porte ; en même temps Alger fournit à l'armée du Directoire du blé en grandes quantités, par l’intermédiaire de deux marchands, Joseph Cohen Bacri et Naphtali Busnach (ou Boudjenah), les deux sont des proches de Mustapha Pacha.  
Les exportations de blé vers la France contribuent à la victoire de Napoléon sur les Ottomans en Égypte, mais provoquent l’irritation de Constantinople envers Mustapha Pacha.  
Busnach et Bacri profitent de leur influence sur le Dey pour asseoir un empire commercial et finissent par obtenir un quasi-monopole sur le commerce international de la régence. 
En février 1800, Mustapha Pacha nomme Busnach responsable de la communauté israélite, mais les janissaires, victimes des récurrentes pénuries de blé qui résultent de l'exportation excessive et sous l'influence de la Porte assassinent Busnach en 1805.    

### Relation avec les États-Unis d'Amérique
En octobre 1800, le capitaine William Bainbridge de la marine américaine se trouve à Alger en mission de livraison du tribut annuel ;  
Étant à portée des batteries de canons algériens, et sous la menace de la flotte, Mustapha Pacha oblige le capitaine Bainbridge à accepter une mission :  transporter, sous pavillon algérien un ambassadeur et des cadeaux vers Constantinople, cet épisode provoque une crispation aux États-Unis. 
Le 17 juin 1802, un navire nommé The Franklin, faisant route de Marseille vers les indes Orientales, est capturé par des corsaires de Tripoli, le 26 juin, les corsaires accostent à Alger, mais deux jours plus tard, le Dey leur ordonne de larguer les amarres. Le Franklin et sa cargaison sont vendus à Tunis, le capitaine Andrew Morris et son équipage sont transportés enchaînés à Tripoli. Le consul britannique fait libérer les sujets britanniques et les étrangers. Morris et les membres américains de son équipage sont prisonniers de Tripoli. Le consul américain à Alger, Richard O'Brien, demande au Dey d’intercéder en leur faveur, celui-ci demande en juillet au Bey de Tripoli de les libérer. Le 21 septembre, les Américains sont libérés.
En 1802, Mustapha Pacha envoie une lettre au gouvernement américain, il y dit qu'il a réussi à obtenir la libération des marins du navire le Franklin, qui étaient détenus à Tripoli. Il y demande aussi la révocation du consul James Leander Cathecart qui devait remplacer Richard O'Brien.
Deux copies en langue arabe sont arrivées aux États-Unis signées du sceau officiel de Mustapaha Pacha. Une des copies est conservée dans la section consulaire des archives du Département d'état Américain tandis que l'autre est dans les archives personnelles du président Thomas Jefferson. À l'arrivée de la lettre en 1802, personne ne put traduire la lettre et ce n'est qu'en mai 1803 qu'O'Brien traduit la lettre pour le président. Ce dernier, répond le 16 juillet 1803, en remerciant les efforts de Mustapha Pacha pour la libération des marins et nomme Tobias Lear consul à la place de Cathcart.

### Mort
Le 31 août 1805, les janissaires assassinent Mustapha Pacha à la porte de la mosquée quelques semaines après son ami Busnach. Il est enterré à Bab el Oued, puis transféré à la Zaouia Sidi Abderrahmane.
L’Hôpital de Mustapha, situé à Alger, est construit sur un terrain ayant appartenu à Mustapha Pacha, et que ses héritiers ont légué à la commune qui portait son nom, aujourd'hui Mohamed-Belouizdad